# Mariene ecoregio Ionische Zee
De Mariene ecoregio Ionische Zee (34) (Engels: Ionian Sea marine ecoregion) is een biogeografische regio en ligt in het centrale deel van de Middellandse Zee in de Mariene provincie Middellandse Zee (4) in het Marien rijk Gematigde Noordelijke Atlantische Oceaan. De mariene ecoregio is vastgesteld door het World Wide Fund for Nature en The Nature Conservancy en is vernoemd naar de Ionische Zee.
In het noorden grenst het gebied aan de mariene ecoregio Adriatische Zee (30), in het oosten aan de mariene ecoregio Egeïsche zee (31), in het zuiden aan de mariene ecoregio Tunesisch Plateau/Golf van Sidra (33) en in het westen aan de mariene ecoregio Westelijke Middellandse Zee (35). Naar het zuidoosten ligt de mariene ecoregio Levantijnse Zee (32).

## Geografie
De mariene ecoregio ligt in het centrale deel van de Middellandse Zee voor de westkust van Griekenland, de zuidwestkust van Albanië, de zuidoost- en zuidkust van Italië en de kusten van Malta. Het gebied ligt grotendeels in de Ionische Zee en strekt zich uit van de Straat van Otranto in het noorden, tot Peloponnesos in het oosten, tot ten zuiden van Sicilië, tot de Straat van Messina in het westen en omvat onder andere de wateren rond de Ionische Eilanden, rond het eiland Pantelleria en rond Malta.
Het gebied kenmerkt zich door slechts lokale zeestromingen in deze zee.

## Biogeografie
Het gebied kent zeeleven dat houdt van gematigde temperaturen.